# Тарх (имя)
Тарх (Тарах) — русское мужское имя греческого происхождения.
В православии имя Тарх присваивается в честь мученика Тарха (Тараха), пострадавшего в 304 году во время гонений Диоклетиана на христиан вместе с Андроником и Провом в Малой Азии, в киликийском городе Тарсе. Тарх был старым воином, исповедовавшим христианство, который отказался принести жертву языческим богам и ответил, что приносит жертву только истинному богу, за это по приказу римского проконсула он был предан пыткам и казнён. Память мученика Тарха отмечается 12 октября по юлианскому календарю (25 октября по новому стилю).
В переводе с греческого языка имя Тарх (греч. τάρᾰχος) означает «беспокоящийся, волнующийся». Возможно также кельтское (галатское) происхождение со значением «сильный, могучий», также есть малоубедительные германские и древневосточные этимологии. У западных христиан и у мусульман это имя иногда смешивается с именем ветхозаветного патриарха Фарры (Тераха), отца Авраама.
На Руси имя Тарх было мало распространённым, к XIX веку практически не употреблялось, а к XX веку исчезло из именослова. Народные сокращённые формы — Тархай, Таршко, Таршо, Таршок, Таршук, Тарыта, Тарыка, Таря, Таряник. Также Тарх могло быть сокращением от имён Аристарх, Тарасий, Нектарий. От имени Тарх произошла фамилия Тархов, возможно также Таршин, Торшин, Тарханов.
Среди носителей имени известны:
- Тарх, игумен Войницкого Успенского монастыря (упом. 1698)
- Тарх Иванович Козарин, соратник Ермака (конец XVI в.)